# Juliaca
Juliaca é uma cidade do sudeste do Peru, capital da província de São Romão, na região de Puno. Foi fundada em 1926 e está a 3 825 metros de altura. Segundo censo de 2017, havia 217 743 habitantes.
A cidade foi palco do massacre de Juliaca, em 2023, quando forças policiais mataram pelo menos 18 manifestantes.